# زرنة (إيوان)
زرنة (بالفارسية: زرنه) هي منطقة سكنية تقع في إيران في ناحية زرنة. يقدر عدد سكانها بـ 2,909 نسمة .